# Albert Nugent
Albert Nugent (1816-1896) osztrák ezredes.

## Élete
Édesapja Laval Nugent, a híres tábornagy. Ő maga a horvát nemzeti mozgalom aktív tagja, Jellasic személyes jó barátja 1848. június 8-án Szlavónia és a Szerémség báni biztosa. Harcolt a szerbek oldalán a délvidéki felkelésben, majd Jellasics alatt szolgált. A Nagykanizsát megszálló horvát csapatok (2000 fő) parancsnoka, de október 3-án a Vidos József vezette nemzetőrsereg elől visszavonult a Muraközbe. Októbertől ismét Jellasics seregében szolgált. 1850-ben ezredessé léptették elő.